# Clays Lane Estate
Clays Lane var et socialt boligbyggeri i Stratford i Østlondon. Det fungerede som et engelsk lejer-kooperativ og var et af de største formålsrettede boligbyggerier i Europa, der især rettede sig imod udsatte og enlige. Clays Lane husede op mod 450 beboere, indtil de i 2007 blev tvunget ud og bygningerne revet ned for at gøre plads til den Olympiske Park ved Sommer-OL 2012.
Der var et stærkt lokalt sammenhold, og grupper blandt beboerne lavede demonstrationer imod og klager over ekspropriationen, dog uden resultat. Beboere har fortalt, at de ansvarlige myndigheder har løjet for dem ved møderne. Der er ligeledes flere eksempler på, at beboere blev tilbudt lejligheder af lavere standard end deres tidligere, modsat myndighedernes løfter. 